# Eleonora Mendonça
Eleonora Mendonça (Rio de Janeiro, 13 de novembro de 1948) é uma maratonista olímpica e promotora de eventos esportivos brasileira.
Foi a primeira mulher a representar o Brasil numa maratona olímpica, nos Jogos Olímpicos de 1984. Além dela, apenas outras 2 atletas do atletismo representaram o Brasil nesta olimpíada: Aparecida Geremias e Esmeralda de Jesus Garcia.
Além desse feito, ela organizou o primeiro circuito de corridas de rua do Brasil, a primeira maratona do país, e foi uma das co-editoras da primeira revista especializada em corrida do país, A Corrida.
Em janeiro de 2017 foi fundado o Instituto Eleonora Mendonça, o qual ela preside.

## Conquistas
- Detentora do recorde brasileiro feminino na maratona por oito anos. Recorde que ela mesma bateu por quatro vezes.
- Top 10 das maratonas de Nova York e Boston